# Піщанське (Сахалінська область)
Піщанське (рос. Песчанское) — село у Анівському міському окрузі Сахалінської області Російської Федерації.
Населення становить 128 осіб (2013).

## Історія
З 1905 по 3 вересня 1945 року у складі губернаторства Карафуто Японії, відтак у складі Анівського міського округу Сахалінської області.

## Населення
| 2002 | 2010 | 2013 |
| ---- | ---- | ---- |
| 143  | ↘121 | ↗128 |